# 1998 VM15
1998 VM15 är en asteroid i huvudbältet som upptäcktes den 10 november 1998 av LINEAR i Socorro County, New Mexico.
Den tillhör asteroidgruppen Hilda.